# Hugo Torres Jiménez
Hugo Torres Jiménez (Somoto, 25 de abril de 1948-Managua, 12 de febrero de 2022), también conocido como Comandante Uno, fue un militar, político y poeta nicaragüense. Fue uno de los líderes militares de la guerrilla sandinista durante la Revolución Nicaragüense que en los años 1970 derrocó a Anastasio Somoza Debayle. Fue nombrado General de brigada del Ejército de Nicaragua del cual estaba retirado desde 1998. Posteriormente participó activamente en la organización política de oposición Unión Democrática Renovadora.
Como miembro del Frente Sandinista de Liberación Nacional (FSLN), Torres Jiménez fue el único guerrillero que participó en sus dos acciones armadas más importantes: la toma de la casa de José María “Chema” Castillo, en 1974, y la del Palacio Nacional, en 1978 conocida popularmente como Operación Chanchera. En los años ochenta fue nombrado comandante guerrillero por el FSLN tras el triunfo de la revolución y ascendió hasta el grado de coronel en el Ejército Popular Sandinista (EPS). Posteriormente, fue general de brigada en el Ejército de Nicaragua, del cual se retiró en 1998. Después de abandonar el FSLN, fue vicepresidente del Movimiento Renovador Sandinista (MRS) y vicepresidente de Unión Democrática Renovadora (UNAMOS), una organización política que contiene a varios de los ex-dirigentes sandinistas y otras fuerzas sociales de oposición en Nicaragua.

## Primeros años
Nació en Somoto cerca de la frontera hondureña, el 25 de abril de 1948. Hijo de Cipriano Torres y de Isabel Jiménez, su padre fue un telegrafista que también fue miembro en calidad de teniente de la Guardia Nacional de Somoza. Cuando tenía cinco años su familia se mudó a León. Durante su tiempo en León vivió a cinco casas de Rigoberto López Pérez, el hombre que mató a Anastasio Somoza García en 1956.
Estudió derecho en la Universidad Nacional Autónoma de Nicaragua y como muchas personas de su generación fue durante su periodo de estudios cuando radicalizó sus posiciones contra el régimen de la familia Somoza.

## Acción armada y política
Se unió al Frente Sandinista de Liberación Nacional en 1971 y colaboró con dicha organización en el trabajo de organización política en las ciudades y barrios.
En una osada acción militar de nombre "Diciembre Victorioso" llevada a cabo el 27 de diciembre de 1974, se mantuvo como rehenes a importantes miembros del gabinete de Anastasio Somoza Debayle, mismos que se encontraban en una 

fiesta en la casa de José María Castillo Quant, ministro de Gobierno, fallecido la noche del ataque. Un grupo de 13 guerrilleros denominado “Comando Juan José Quezada” participó en la operación, incluyendo a Torres Jiménez y otros tres que llegaron a convertirse en jefes de las fuerzas armadas de Nicaragua: Joaquín Cuadra, Javier Carrión y Omar Halleslevens. Fueron liberados Junto a Daniel Ortega el fallecido diputado y secretario de relaciones internacionales de los sandinistas, Jacinto Suárez, así como Lenín Cerna y Manuel Rivas Vallecillo, quienes posteriormente serían asesores de Ortega.
Así mismo, el martes 22 de agosto de 1978, un comando sandinista integrado por 25 guerrilleros, dirigidos por el "Comandante Cero": Edén Pastora, y compuesto por Torres Jiménez y Dora María Téllez (conocida como "Comandante Dos"), ataviados como cadetes militares, simularon ser de la fuerza élite de la Guardia Nacional y desarmaron a la seguridad y a los guardaespaldas del Congreso con la excusa de que llegaba el mismísimo Somoza Debayle. Una vez dentro del Congreso, que presidía Luis Pallais Debayle, primo hermano de Somoza Debayle, el "Comandante Cero" anunció que se trataba de un asalto liderado por el FSLN y tomaron de rehenes a los diputados para exigir la libertad de decenas de guerrilleros que se encontraban en prisión. Tras casi tres días de negociaciones, con la mediación del entonces arzobispo de Managua, Miguel Obando, los guerrilleros lograron que se emitieran varios comunicados del FSLN en los medios de comunicación oficialista, recibieron medio millón de dólares, y la garantía de salir de Nicaragua con los presos políticos liberados. La "Operación Chanchera", según los sandinistas, fue el principio del fin de la dictadura de Anastasio Somoza Debayle, que luego se enfrentó con los jefes de la Guardia Nacional que lo cuestionaron por claudicar en las negociaciones en vez de ordenar la liberación por la fuerza del Palacio Nacional.
También realizó operaciones de apoyo logístico desde Honduras para el frente norte del FSLN durante la guerra de liberación. Fue el jefe del directorio político del Ejército Popular Sandinista (EPS), miembro de la Comisión de Defensa y Seguridad del Frente y miembro de su Asamblea. Después de la caída de Somoza, Torres fue viceministro de interior junto a Tomás Borge, antes de ser trasladado al Ministerio de Defensa como delegado del EPS al Consejo de Estado. Alcanzó el grado de Coronel en el EPS lo que le permitió alcanzar el grado de General de Brigada en el Ejército de Nicaragua, cargó del que se retiró en 1998. En 1980 fue condecorado con la Orden Carlos Fonseca Amador, entregada a miembros destacados del partido o del gobierno que han demostrado méritos morales, éticos y un irrestricto apego a los principios constitucionales.

## Carrera como escritor
También fue escritor. Publicó poesía desde 1980, cuando fue parte de la revista "Poesía Libre" y después hizo el prólogo de la colección "Poesía de la fuerza armada". En 2003 publicó un libro de memorias de nombre "Rumbo norte. Historia de un Sobreviviente", con prólogo de Sergio Ramírez. En 2017 publicó una colección de poesía de nombre "Coplas y algunos poemas infiltrados" inspirado en los desfiles de la Gigantona, de los que participó activamente en su niñez y juventud bailando y tocando tambores. El libro contiene, además de otras poesías románticas, un poema dedicado a Dasy Zamora que escribió solo unos días después de la "Operación Chanchera".

## Ruptura con Daniel Ortega
Rompió con el FSLN dominado por Daniel Ortega y su esposa Rosario Murillo en 1995 para fundar el Movimiento Renovador Sandinista, que devino en la Unión Democrática Renovadora (UNAMOS). El 18 de noviembre del 2017 se realizó la VIII Convención Nacional del MRS. En ella, Suyen Barahona fue elegida presidenta y Hugo Torres Jiménez vicepresidente. Fue un crítico decidido frente al régimen de su antiguo compañero de armas Daniel Ortega, especialmente por la sangrienta represión en contra de las protestas populares iniciadas en 2018. Comparó a Ortega con el dictador Somoza, al que derrocaron juntos. Tanto su partido como él optaron por una forma de resistencia no violenta haciendo constantes clamores en favor del respeto a los derechos humanos y la paz social.

## Detención
El domingo 13 de junio de 2021 fue detenido por el gobierno de Ortega y minutos antes de ser encarcelado dijo:
"Tengo 73 años, nunca pensé que en esta etapa de mi vida iba a estar luchando contra una nueva dictadura”.
Torres Jiménez fue encarcelado bajo cargos de "conspiración para cometer menoscabo a la integridad nacional". Unos pocos días antes de ser detenido, recordó una acción guerrillera en particular:
"Hace 46 años arriesgué la vida para sacar de la cárcel a Daniel Ortega y a otros compañeros presos políticos”
Resaltando la paradoja de ser encarcelado por su antiguo compañero de armas a quien en su momento liberó. También dijo:
“La dictadura de los Somoza no logró encarcelarme. Luchamos duro, murieron muchos compañeros. Era otro espacio, otro tiempo y otro contexto. Hoy la lucha es pacífica y eso nos da una gran fortaleza”.
Organizaciones  de derechos humanos y medios de prensa nicaragüenses denunciaron las condiciones en las que Víctor Hugo Tinoco, Suyen Barahona y Hugo Torres Jiménez se encontraban detenidos como presos políticos sin asistencia médica. Durante la última etapa de su vida en la prisión de El Chipote uno de sus brazos dejó de funcionar y recibió asistencia médica hasta que parecía recuperarse y fue reincorporado a la prisión. Hasta finales de octubre de 2021 Torres Jiménez permaneció en prisión preventiva y no había podido hablar de manera privada con sus abogados y en un lapso de 3 meses apenas había podido recibir 2 visitas de sus familiares.

## Muerte
El 12 de febrero de 2022 su familia informó de su muerte, estando hospitalizado en el Hospital Carlos Roberto Huembes desde octubre. Su muerte fue condenada por el general retirado Humberto Ortega, hermano de Daniel Ortega, y por 27 países afiliados a la Organización de los Estados Americanos, declarando que el fallecimiento constituyó una “dolorosa injusticia”.
A consecuencia del fallecimiento, tres de los detenidos, Arturo Cruz Sequeira, Francisco Aguirre Sacasa y José Bernard Pallais Arana fueron puestos en arresto domiciliario. Más tarde fueron liberados el sacerdote Edgard Parrales de 79; y Mauricio Díaz Dávila de 71. Su fallecimiento fue una de las causas por las que renunciaron Arturo McFields y Paul Reichler como embajadores, quienes lamentaron su muerte.